# 穂増
穂増（ほませ）は、イネ（稲）の品種の一つであり、江戸時代に栽培されていた古代米（こだいまい）である。熊本県で盛んに栽培された熊本在来種であり、江戸時代に熊本を中⼼に、九州⼀円で栽培され大阪堂島米会所で天下第一の米と称されていた。近年、熊本県内の農家達がわずか40粒の種籾から復活栽培に成功した。

## 誕生
1833年（天保4年）現在の熊本県八代市の現在の高田駅周辺の旧高田村で、⼀人の女性農家によって行われた種取りからはじまった。その後九州一円で栽培されるようになり、江戸時代末期、日本の米相場を左右するとまで言われた肥後米の主流となった。

## 発展
古代から脈々と続けられてきた肥後米の米作りは、江戸時代には穂増をもって「天下第一の米」と呼ばれるようになり、肥後米の中心産地として発展していった。
将軍の御供米（おくま、神仏に捧げる米）にはこの米が用いられ、大坂では千両役者や横綱へのお祝い米として「肥後米進上」という立札をつけて贈られていた。市場でひろく流通していた有名な米だったが、平民の間でも寿司米として⼤切に扱われ「肥後米に匹敵する米はない」と言われるほど、高い評価を受けていた。その後「西の肥後米、東の加賀米」と称されるようになり肥後米は、⽇本の米相場を左右するほど多くの人々に食べられるようになった。

## 衰退
日本の米相場を左右するほど流通していた穂増だったが、稲が倒れる倒伏（とうふく）や稲穂から種籾が落ちる脱粒（だつりゅう）が起きやすいため、明治以降は育てやすく多収量の新品種に取って代わられ、やがて栽培農家がいなくなった。戦後日本の食事情は大きく変り、1970年代になると甘味と粘りを特徴とするコシヒカリが主流となり、穂増は「幻の米」となった。

## 復活
日本の稲作3500年の歴史の中、戦後から現在をのぞくと、元来食味はあっさりとした米が日常の主食とされてきた。戦後、食文化も多様化が進み、誰でも色々な食べ物を食べられるようになった。
しかし「コシヒカリ系の品種⼀辺倒でなく熊本ならではの味や香りがする米も作ろう」と熊本県内の農家の取組みにより「幻の米」を復活させるための活動が開始された。
2017年に茨城県つくば市の研究機関、農研機構遺伝資源センターの「農業生物資源ジーンバンク」に保存されていた種モミ40粒を取り寄せ、2畳分ほどの田で初めて栽培が開始された。収穫した種籾約20キロを農家10軒と300⼈余りの協力者に配布し、農家は田で、協力者はバケツで育てた。
この活動が実を結び、農家が恒常的に栽培を続けられるようになり、収穫分から⼀般消費者向けに販売できるだけの量の種籾を確保できるようになった。

## 品種の特徴
穂増は、現在流通する品種に比べ、粒は太くて短くずんぐりしている。炊くと粘りは少なく、しっかりしたかみ応えがあって、かむほどに独特のほのかな甘みを感じる。風味も豊かで、たっぷりと浴びた「お日様の香り」のような独特の香りが特徴だ。農薬の使用が盛んになる以前に栽培されていた品種のため、昔と同じ無農薬・無肥料の⾃然栽培でないと育たない。
現代主流の品種と比べると栽培するのに工夫が必要で、栽培農家は穂増の時代さながらに肥料も農薬も使わず栽培している。